# 레고 디지털 디자이너
레고 디지털 디자이너(Lego Digital Designer, LDD)는 레고 그룹이 Lego Design byME의 일부로 개발한 프리웨어 컴퓨터 프로그램이다. 맥과 윈도우 플랫폼에서 이용 가능하다. 이 프로그램은 사용자들이 레고 벽돌을 사용하여 모델을 만들 수 있게 하며, 이는 마치 컴퓨터 지원 설계 방식과 비슷하다.

## 모델 배급 서비스의 중단
2011년 11월 9일, 레고는 디자인 바이미 서비스가 2012년 1월 16일에 중단될 것이라고 발표하였다. 이는 너무 복잡하고 품질 충족에 실패했기 때문이다. 이러한 와중에 사용자 맞춤식 브릭 주문이 픽 어 브릭(Pick a Brick) 서비스를 통해 이루어졌다. 디자인 바이미에 의한 폐쇄는 LDD 사용자가 자신의 모델에 대한 맞춤식 명령을 인쇄하는 기능에 영향을 미치지 않았다. 현제는 브릭링크의 프로그램인 스튜디오로 옮겨졌다.